# Тиофосфорная кислота
Тиофосфорная кислота — неорганическая кислота, производное ортофосфорной кислоты, в которой один атом кислорода заменен на атом серы.
Тиофосфорную кислоту можно синтезировать реакцией дитиофосфата бария с  серной кислотой и последующим гидролизом полученной дитиофосфорной кислоты до монотиофосфорной кислоты.
{\displaystyle {\ce {Ba_3(PO_2S_2) + 3H_2SO_4 -> 2H_3PO_2S_2 + 3BaSO_4}}}
{\displaystyle {\ce {H_3PO_2S_2 + H_2O -> H_3PO_3S + H_2S}}}
Тиофосфорная кислота является нестабильным соединением, может храниться при температуре ниже -2°C в виде концентрированной кислоты (до 83% концентрации) в отсутствие кислорода. При взаимодействии с кислородом раствор тиофосфорной кислоты мутнеет вследствие выделения серы, образующейся в результате окисления сероводорода из-за медленного гидролиза монотиофосфорной кислоты. При нагревании тиофосфорной кислоты до 40°С она разлагается с бурным выделением сероводорода. Температура плавления тиофосфорной кислоты: -60°С.